# Loren Rowney
Loren Rowney (Johannesburg, 14 d'octubre de 1988) és una ciclista australiana, professional des del 2012 al 2017.

## Palmarès
- 2011
  - Vencedora d'una etapa al Canberra Tour
  - Vencedora de 2 etapes al Geelong Tour
- 2012
  - Vencedora d'una etapa a la Ruta de França
  - Vencedora d'una etapa a la Volta a Nova Zelanda
  - Vencedora d'una etapa al Redlands Bicycle Classic
  - Vencedora d'una etapa al Tour de Gila
- 2013
  - Vencedora d'una etapa a la Gracia Orlová
  - Vencedora d'una etapa al Tour del Llenguadoc-Rosselló
- 2014
  - Vencedora d'una etapa al Tour de l'Ardecha
- 2015
  - Vencedora d'una etapa a la Ruta de França
  - Vencedora d'una etapa al Trofeu d'Or
- 2016
  - Vencedora d'una etapa al Tour de Feminin-O cenu Českého Švýcarska